# Bauernberganlagen

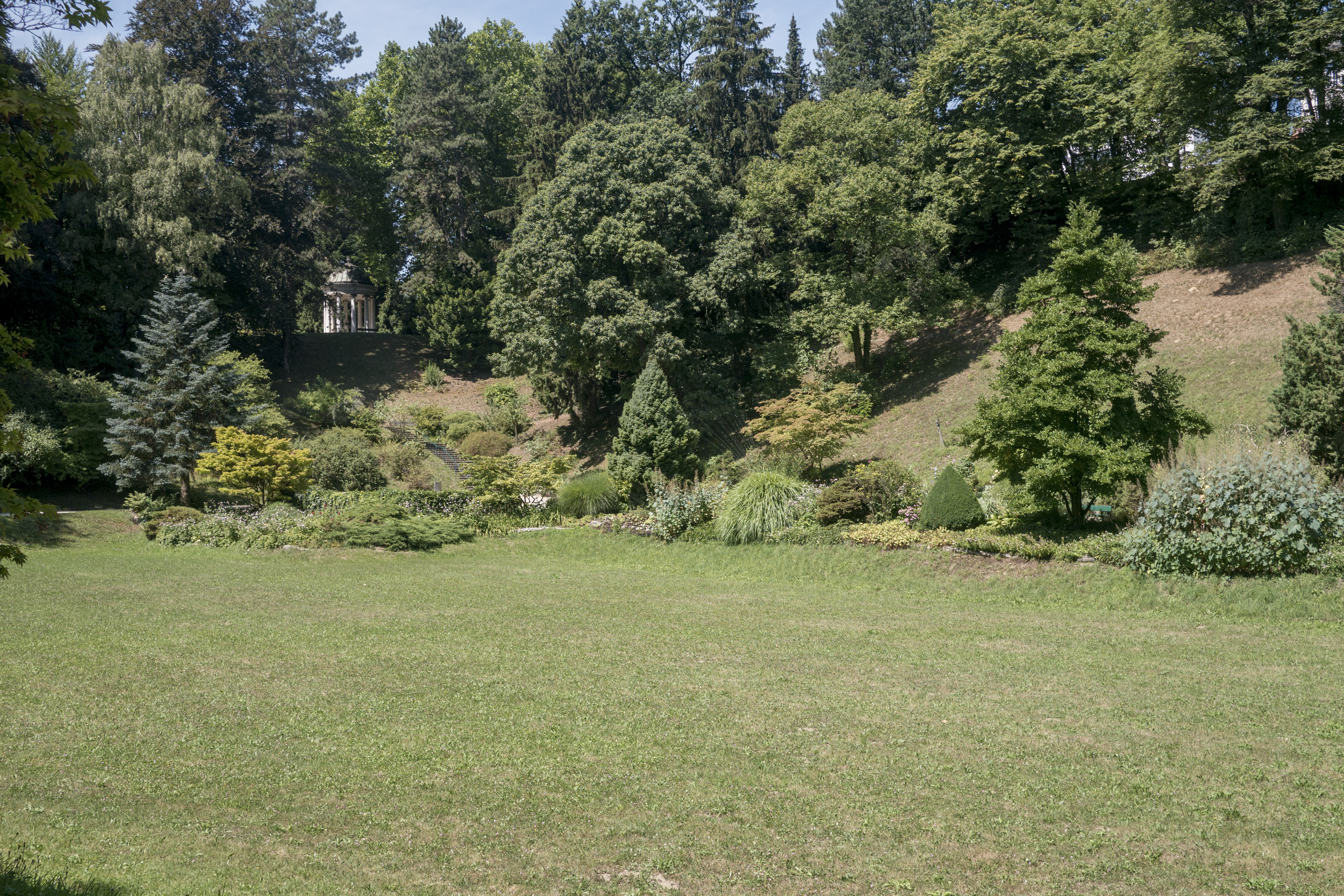
Bauernberganlagen

Die Bauernberganlagen erstrecken sich über die Linzer Katastralgemeinden Innenstadt und zum kleineren Teil Waldegg. Sie sind auf den Ausläufern des Freinbergmassives, dem Bauernberg, gelegen. Sie sind begrenzt durch die Straßenzüge Auf der Gugl, Roseggerstraße und die Sandgasse sowie dem Park der Landwirtschaftskammer (ehemals Hatschekvilla). Die als Parkweg angelegte Bernardisstraße durchzieht die Anlagen in Serpentinen. Teile der Anlage stehen unter Denkmalschutz.

## Geschichte
1885 kaufte der Linzer Verschönerungsverein die Gründe am Bauernberg. Bis 1900 dienten diese als Sandabbaustätte. 1910 schenkte der Industrielle Ludwig Hatschek der Stadt Linz die an seine Villa angrenzenden Gründe zur Schaffung einer Parkanlage. In den Jahren 1911 bis 1915 wurde durch Stadtgartendirektor Josef Schweiger, der auch den Park der Hatschekvilla gestaltete, die heutige Jugendstil-Parkanlage geschaffen. Dies war damals das größte Bauvorhaben der Stadt Linz. Ludwig Hatschek spendete einige Kunstwerke für den Park, wie etwa den von Adolf Wagner von der Mühl geschaffenen Berggeist, den Aphroditentempel und den Neptunbrunnen.
1949 wurde der Park nach Beschädigungen im Zweiten Weltkrieg unter Stadtgartendirektor Rudolf Hirschmann im Stil der frühen 1950er-Jahre umgearbeitet. Die Bepflanzung ist in abwechslungsreicher Artenvielfalt gestaltet; zum Teil gibt es freie Rasenflächen sowie alten Baum- und Buschbestand.

## Kunstwerke und Bauwerke im Park
- Berggeist von Adolf Wagner von der Mühl (1912).
- Aphroditentempel, 1913 aus dem Münchner Kunsthandel erworben. Die 1942 aufgestellte Bronzefigur Aphrodite (Entwurf 1907) von Wilhelm Wandschneider war ein Geschenk Adolf Hitlers an die Stadt Linz und wurde 2008 durch Bürgermeister Franz Dobusch nach Bekanntwerden dieses Umstandes durch den Künstler Alexander Jöchl entfernt.[1][2][3][4]
- Neptunbrunnen am Balzarekrondeau, um 1913 aus dem Münchner Kunsthandel erworben, neue Bronzeplastik von Walter Ritter (1955).
- Hermann-Bahr-Brunnen von Fritz Fanta (1963).
- Ludwig-Hatschek-Gedenknische von Karl Vornehm, Medaillon von Bernhard Schwarz (1928).
- Pförtnerhaus der ehemaligen Hatschekvilla, erbaut von Architekt Mauriz Balzarek; Bernardigasse 1 (1912).

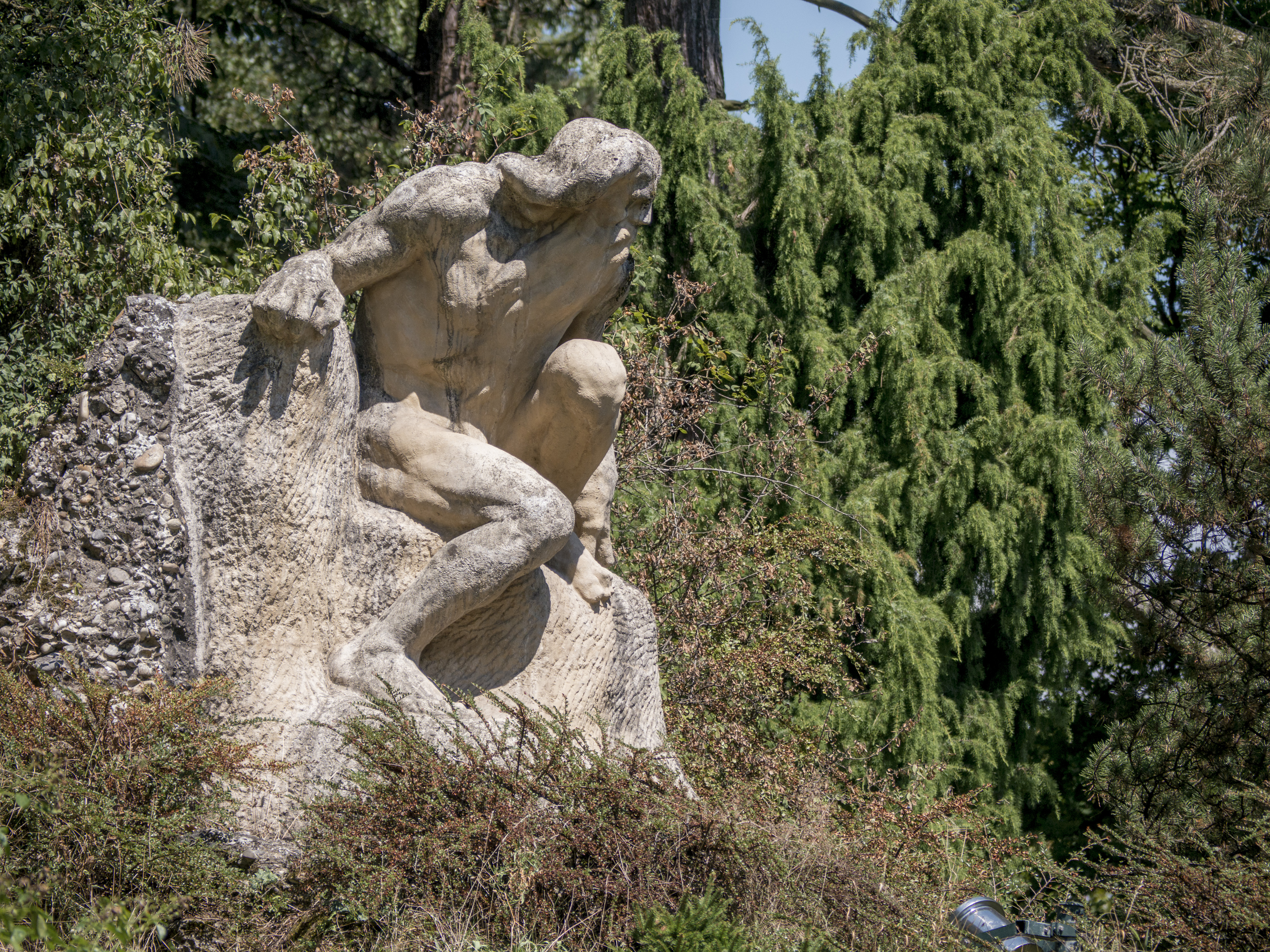
Berggeist (Foto 2015)
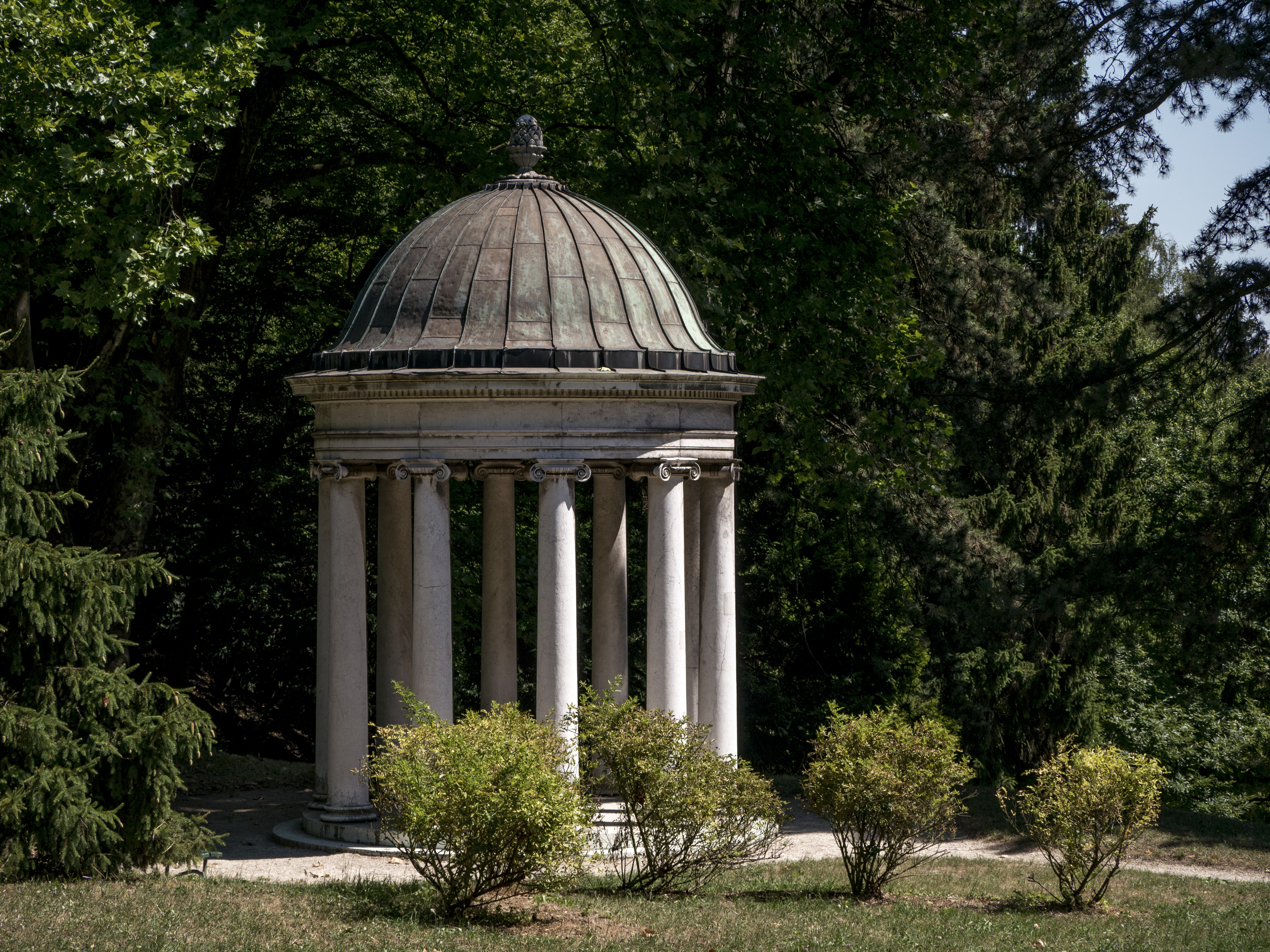
Aphroditentempel ohne Aphrodite (2015)
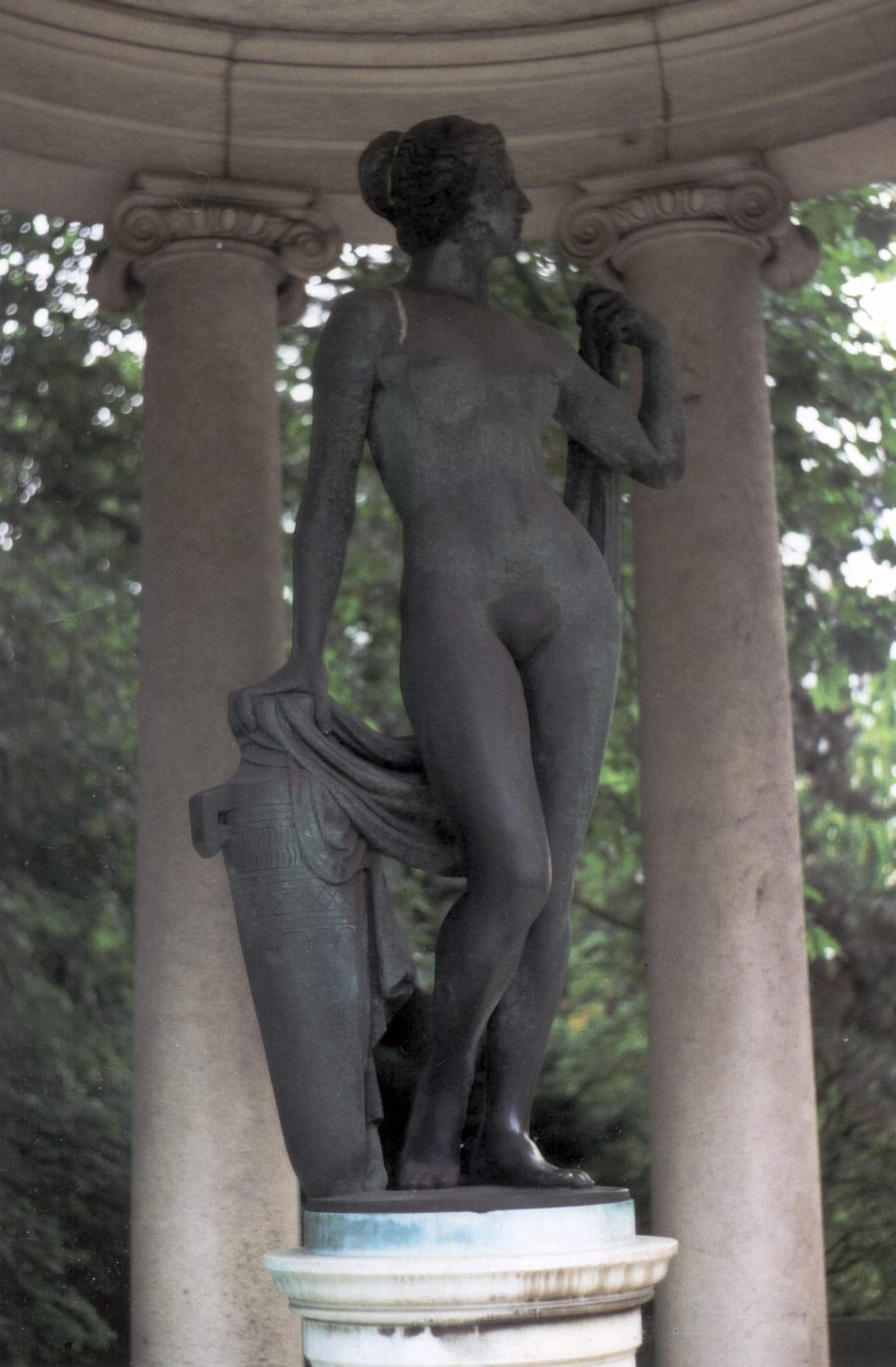
Aphrodite vor deren Entfernung 2008 (2001)
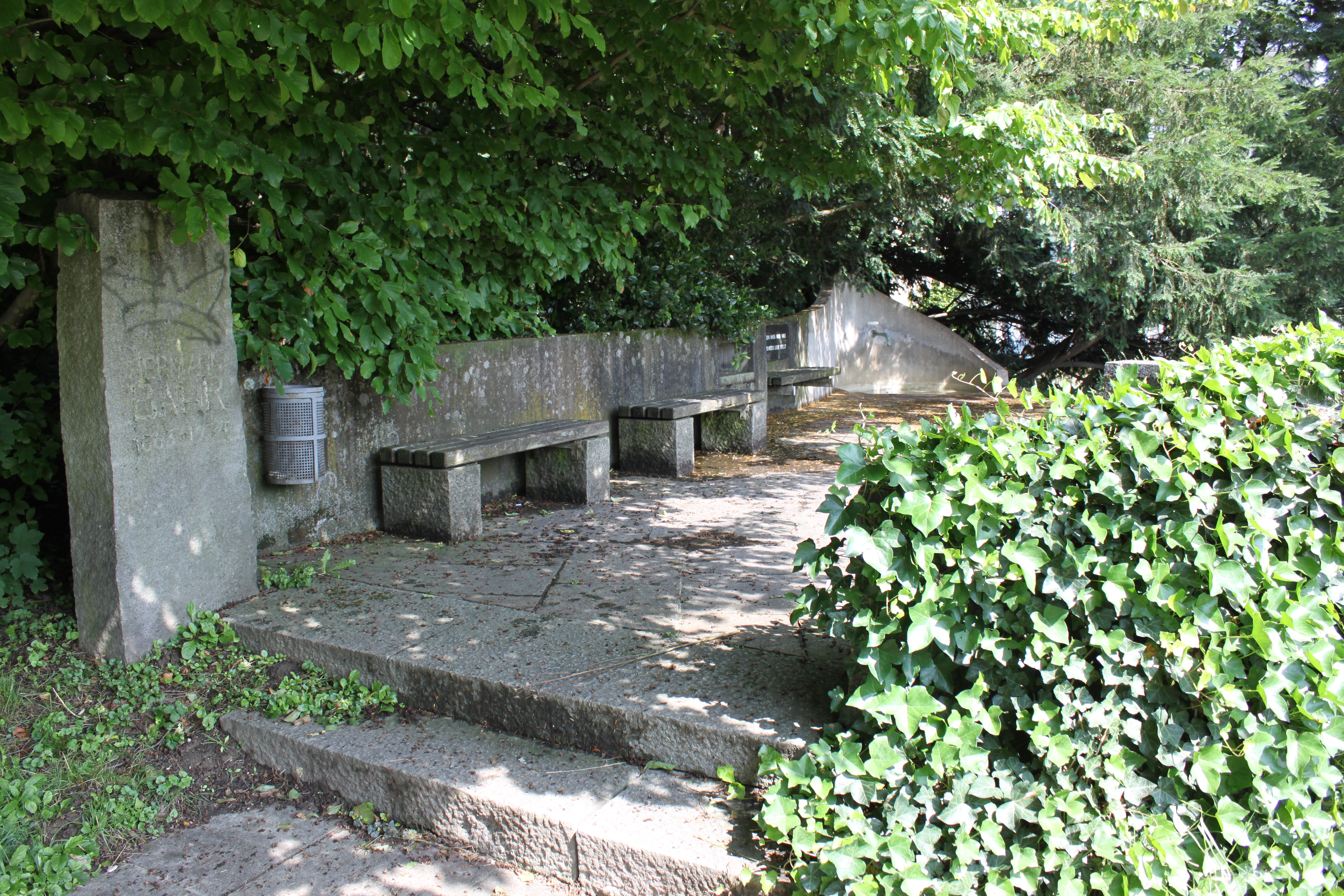
Hermann-Bahr-Brunnen (2013)
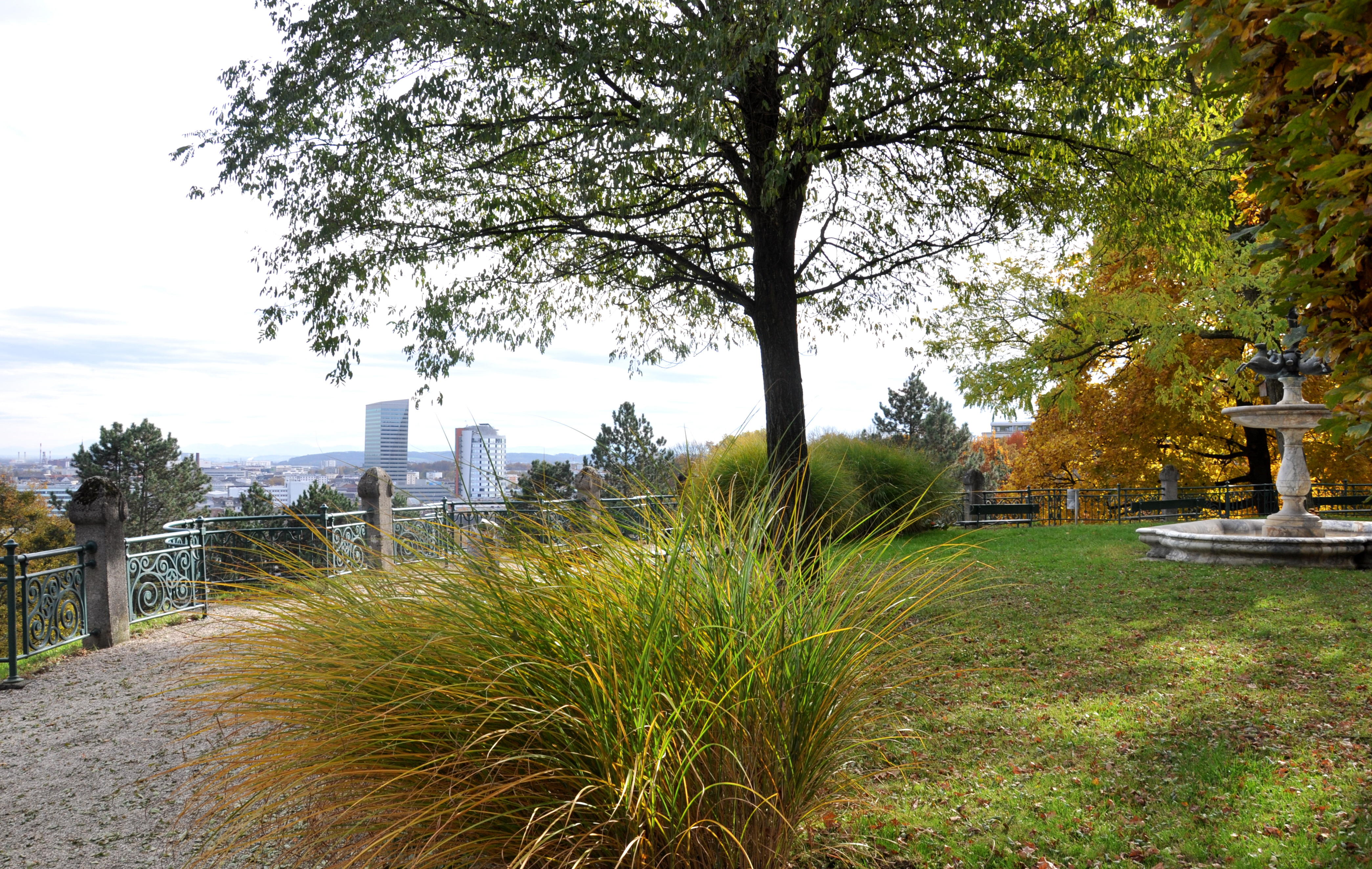
Balzarekrondeau (2010)
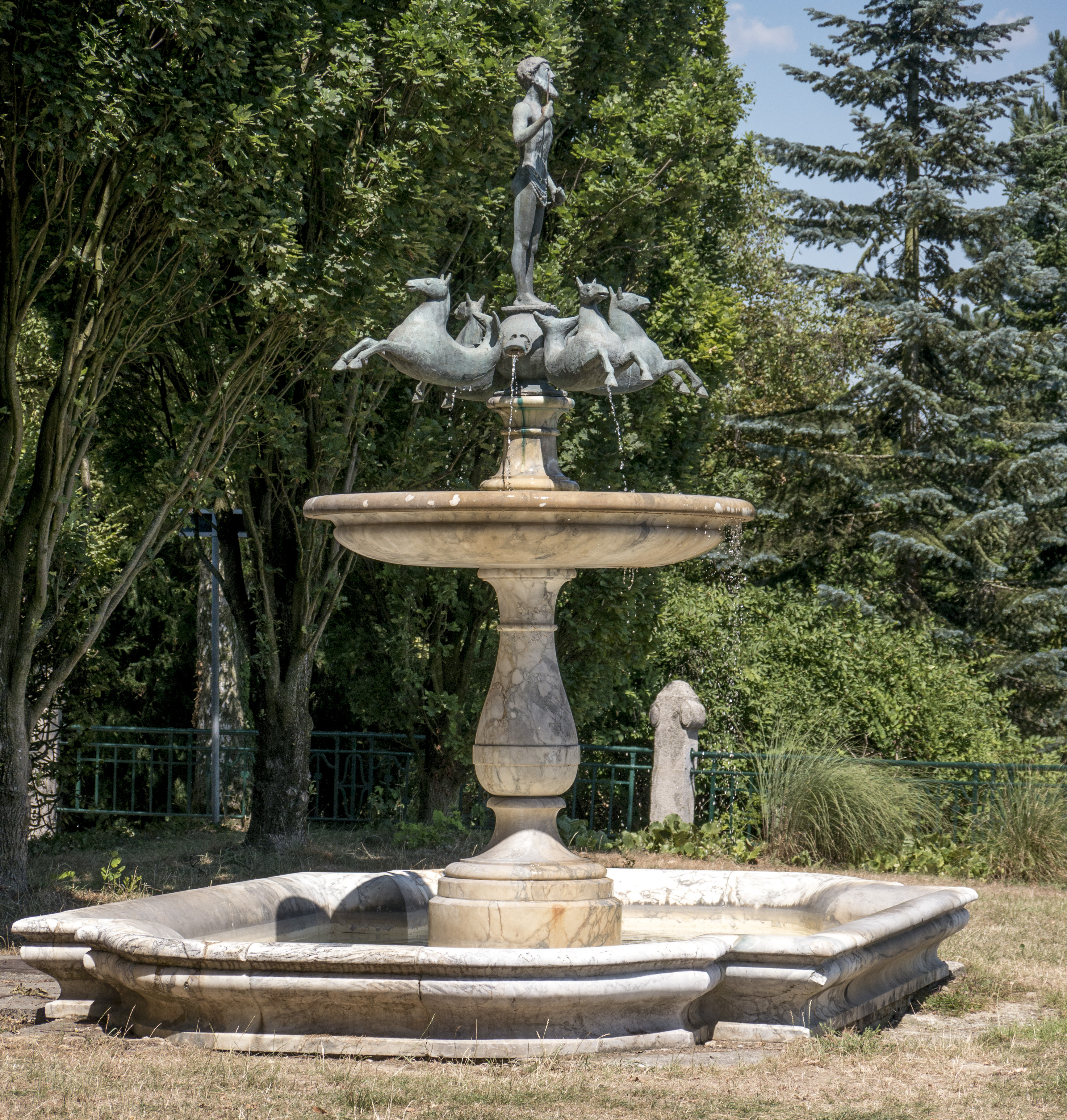
Neptunbrunnen (am Rondeau) (2015)
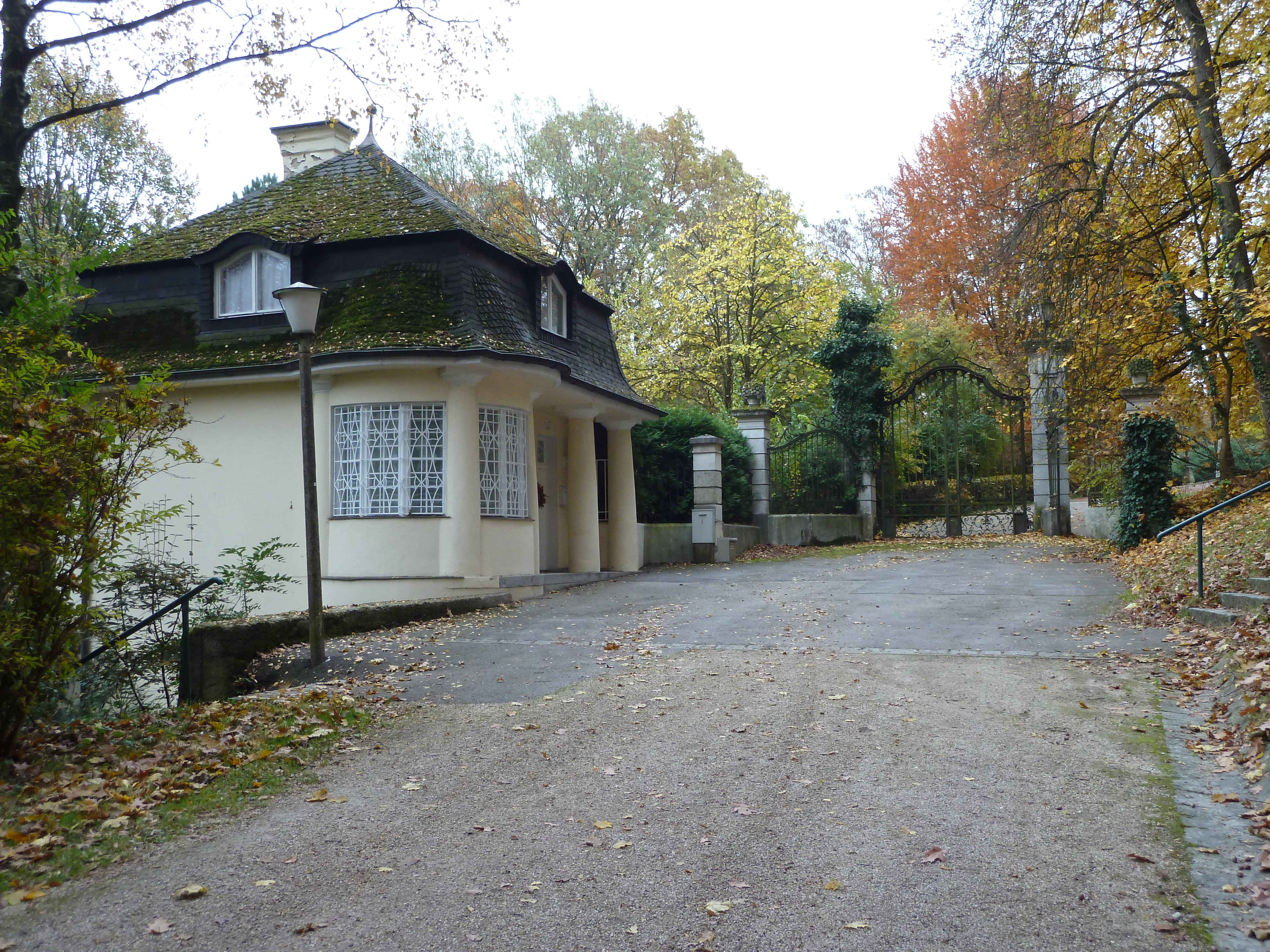
Pförtnerhaus der ehem. Hatschekvilla (2011)